# Atrazin
|  |  |

|  |  |

Az atrazin (/ˈætrəziːn/ A-trə-zeen) egy klórozott gyomirtó szer, amely a triazin osztályba tartozik. A szert a kelés előtti széles levelű gyomok irtására használják olyan növényekben, mint a kukorica, a szójabab és a cukornád, valamint gyepfelületeken, például golfpályákon és lakóövezetekben. Az atrazin fő gyártója a Syngenta, és ez az egyik legszélesebb körben használt gyomirtó szer az Egyesült Államokban, Kanadában, és Ausztráliában a mezőgazdaságban. Használatát 2004-ben betiltották az Európai Unióban, amikor az EU megállapította, hogy a talajvízszint meghaladja a szabályozó hatóságok által meghatározott határértékeket, és a Syngenta nem tudta bizonyítani, hogy ez megelőzhető, sem azt, hogy ezek a szintek biztonságosak.
Legalább két jelentős kanadai mezőgazdasági kúttal kapcsolatos tanulmány kimutatta, hogy az atrazin volt a leggyakrabban észlelt szennyező anyag. 2001-ben az atrazin volt a leggyakrabban kimutatott ivóvízszennyező növényvédő szer az Egyesült Államokban.  Tanulmányok arra utalnak, hogy endokrin károsító anyag, amely megváltoztathatja a természetes hormonrendszert. 2006-ban azonban az Egyesült Államok Környezetvédelmi Ügynöksége (EPA) kijelentette, hogy az Élelmiszerminőség-védelmi Törvény értelmében "a növényvédőszer-maradványokkal kapcsolatos kockázatok ésszerű bizonyossággal nem jelentenek kárt", 2007-ben pedig az EPA kijelentette, hogy az atrazin nem befolyásolja hátrányosan a kétéltűek szexuális fejlődését, és hogy további vizsgálatokra nincs szükség. Az EPA 2009-es felülvizsgálata arra a következtetésre jutott, hogy "az ügynökség atrazinra vonatkozó szabályozásának tudományos alapjai szilárdak, és biztosítják az olyan expozíciós szintek megelőzését, amelyek reprodukciós hatásokhoz vezethetnek az embereknél". Az atrazinra vonatkozó 2016-os finomított ökológiai kockázatértékelésükben azonban kijelentették, hogy „nehéz végleges következtetéseket levonni az atrazin adott koncentrációban kifejtett hatásáról, de több tanulmány is beszámolt a környezeti szempontból releváns koncentrációk különböző végpontjaira gyakorolt hatásokról”. Az EPA 2013-ban regisztrációs felülvizsgálatot indított.